# Hrabstwo Vernon (Wisconsin)
Hrabstwo Vernon (ang. Vernon County) – hrabstwo w stanie Wisconsin w Stanach Zjednoczonych.
Obszar całkowity hrabstwa obejmuje powierzchnię 816,41 mil² (2114,49 km²). Według szacunków United States Census Bureau w roku 2009 miało 29 324 mieszkańców. Jego siedzibą administracyjną jest Viroqua.
Hrabstwo powstało w 1851.

## Miasta
- Bergen
- Christiana
- Clinton
- Coon
- Forest
- Franklin
- Genoa
- Greenwood
- Hamburg
- Harmony
- Hillsboro – city
- Hillsboro – town
- Jefferson
- Kickapoo
- Liberty
- Stark
- Sterling
- Union
- Viroqua - city
- Viroqua - town
- Westby
- Webster
- Wheatland
- Whitestown

## Wioski
- Chaseburg
- Coon Valley
- De Soto
- Genoa
- La Farge
- Ontario
- Readstown
- Stoddard
- Viola